# Унсал I
Унсал I (*араб. عبد القادر الثاني; д/н — 1604) — 8-й макк (султан) Сеннару в 1592—1604 роках.

## Життєпис
Походив з династії Фундж. Син макка Таїба I. 1592 року посів трон. Втім невдовзі опинився під впливом Аджіба аль-Манджилака, шейха арабського племені абдалабі, що став фактично незалежним в Нижній Нубії ще за часів батька. Унсал I не зміг протидіяти останньому. Більшість сучасників цього володаря Сеннару називають його маріонеткою Аджіба. Втім вплив того ймовірно зростав помірно, напевне, мав підтримку османської влади в Єгипті, що розраховувала за допомогою абдалабі встановити свою владу над Сеннаром.
У 1603 році Унсал I вступив у відкритий конфлікт з Аджібом, але 1604 року зазнав поразки, був повалений та страчений. Новим макком поставлено сина або небожа загиблого — Абд аль-Кадіра II.